# Atlantis (Donovan)
Atlantis is een hitsingle van de Britse singer-songwriter Donovan, afkomstig van het album Barabajagal. In december 1968 reikte het tot in de tipparade, maar in februari 1969 kwam het binnen in de Top 40 waar het een maand later drie weken lang bovenaan stond in de Top 40.
Donovan beschrijft op vertellende wijze dat de schepen uitvaren, omdat de inwoners van het mythische Atlantis weten dat hun tijd gekomen is om de beschaving van Atlantis te verspreiden over de gehele wereld.

## Hitnoteringen

### Nederlandse Top 40
| Hitnotering: 01-02-1969 t/m 19-04-1969 | Hitnotering: 01-02-1969 t/m 19-04-1969 | Hitnotering: 01-02-1969 t/m 19-04-1969 | Hitnotering: 01-02-1969 t/m 19-04-1969 | Hitnotering: 01-02-1969 t/m 19-04-1969 | Hitnotering: 01-02-1969 t/m 19-04-1969 | Hitnotering: 01-02-1969 t/m 19-04-1969 | Hitnotering: 01-02-1969 t/m 19-04-1969 | Hitnotering: 01-02-1969 t/m 19-04-1969 | Hitnotering: 01-02-1969 t/m 19-04-1969 | Hitnotering: 01-02-1969 t/m 19-04-1969 | Hitnotering: 01-02-1969 t/m 19-04-1969 | Hitnotering: 01-02-1969 t/m 19-04-1969 | Hitnotering: 01-02-1969 t/m 19-04-1969 |
| Week                                   | 1                                      | 2                                      | 3                                      | 4                                      | 5                                      | 6                                      | 7                                      | 8                                      | 9                                      | 10                                     | 11                                     | 12                                     |                                        |
| -------------------------------------- | -------------------------------------- | -------------------------------------- | -------------------------------------- | -------------------------------------- | -------------------------------------- | -------------------------------------- | -------------------------------------- | -------------------------------------- | -------------------------------------- | -------------------------------------- | -------------------------------------- | -------------------------------------- | -------------------------------------- |
| Positie                                | 22                                     | 8                                      | 3                                      | 2                                      | 1                                      | 1                                      | 1                                      | 3                                      | 6                                      | 9                                      | 19                                     | 34                                     | uit                                    |

### Parool Top 20
| Hitnotering: 08-02-1969 t/m 12-04-1969 | Hitnotering: 08-02-1969 t/m 12-04-1969 | Hitnotering: 08-02-1969 t/m 12-04-1969 | Hitnotering: 08-02-1969 t/m 12-04-1969 | Hitnotering: 08-02-1969 t/m 12-04-1969 | Hitnotering: 08-02-1969 t/m 12-04-1969 | Hitnotering: 08-02-1969 t/m 12-04-1969 | Hitnotering: 08-02-1969 t/m 12-04-1969 | Hitnotering: 08-02-1969 t/m 12-04-1969 | Hitnotering: 08-02-1969 t/m 12-04-1969 | Hitnotering: 08-02-1969 t/m 12-04-1969 | Hitnotering: 08-02-1969 t/m 12-04-1969 |
| Week                                   | 1                                      | 2                                      | 3                                      | 4                                      | 5                                      | 6                                      | 7                                      | 8                                      | 9                                      | 10                                     |                                        |
| -------------------------------------- | -------------------------------------- | -------------------------------------- | -------------------------------------- | -------------------------------------- | -------------------------------------- | -------------------------------------- | -------------------------------------- | -------------------------------------- | -------------------------------------- | -------------------------------------- | -------------------------------------- |
| Positie                                | 9                                      | 5                                      | 2                                      | 2                                      | 1                                      | 1                                      | 3                                      | 7                                      | 11                                     | 19                                     | uit                                    |

### NPO Radio 2 Top 2000
| Nummer met noteringen in de NPO Radio 2 Top 2000 | '99 | '00 | '01 | '02 | '03 | '04 | '05 | '06 | '07  | '08 | '09  | '10  | '11  | '12  | '13  | '14  | '15 | '16  | '17  |
| ------------------------------------------------ | --- | --- | --- | --- | --- | --- | --- | --- | ---- | --- | ---- | ---- | ---- | ---- | ---- | ---- | --- | ---- | ---- |
| Atlantis                                         | 478 | 585 | 591 | 676 | 896 | 690 | 757 | 822 | 1046 | 801 | 1186 | 1295 | 1343 | 1420 | 1567 | 1894 | -   | 1981 | 1949 |

1. ↑  Een '-' betekent dat het nummer niet was genoteerd en een vetgedrukt getal geeft de hoogste notering aan.
2. ↑  Deze tabel is bijgewerkt tot en met de laatste editie (2024).